# Monopol

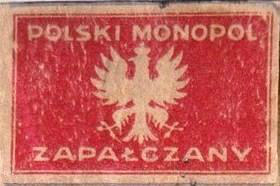
Polski Monopol Zapałczany, etykieta zapałczana sprzed II wojny światowej, jeden z etatystycznych monopoli sanacji

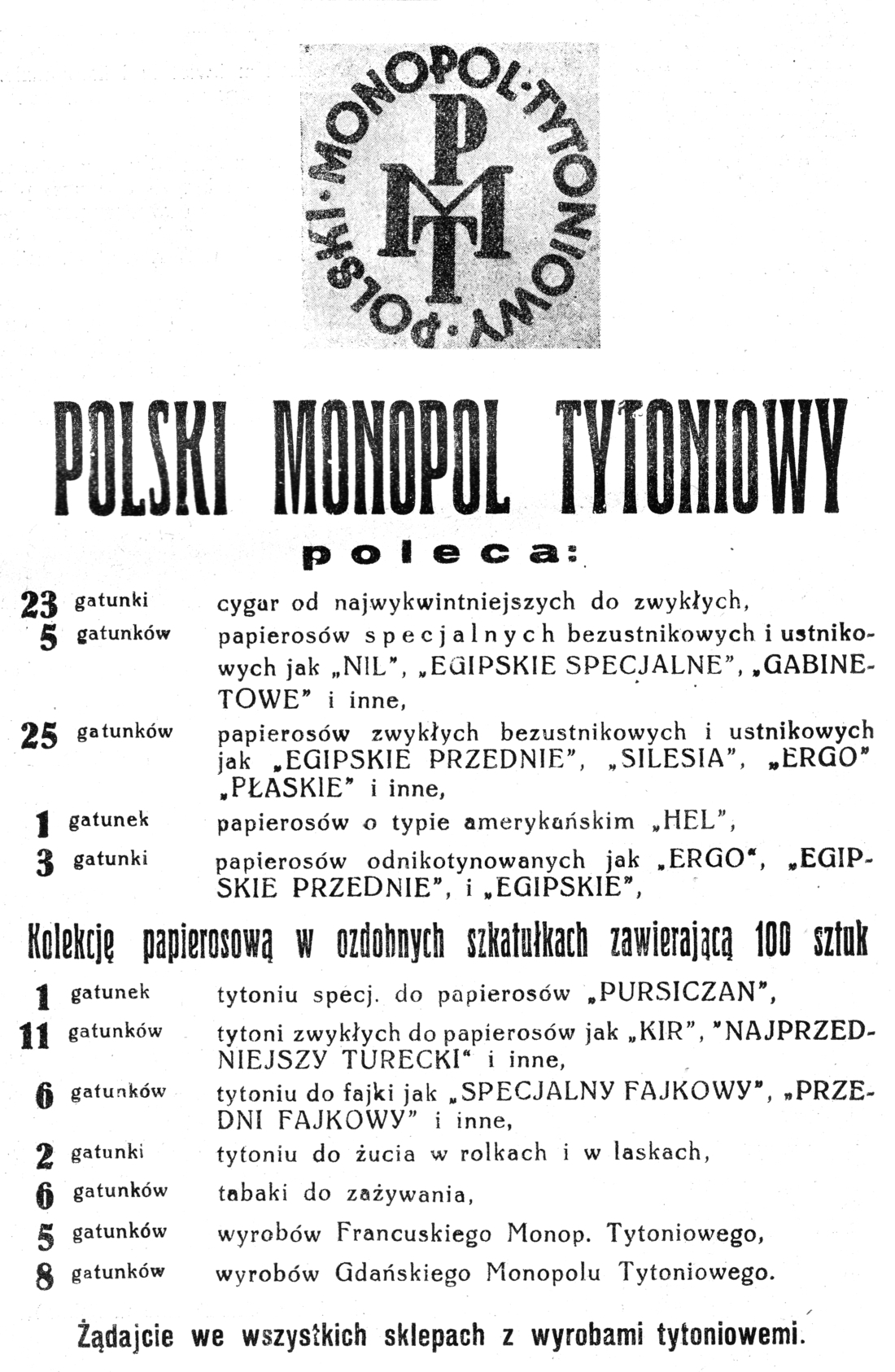
Polski Monopol Tytoniowy, reklama produktów monopolu z 1936

Monopol (z gr. monos – jeden i poleo – sprzedaję) – rynek, na którym produkuje i sprzedaje produkt tylko jedno przedsiębiorstwo (monopolista). Posiada ono pozycję monopolistyczną, czyli dla innych przedsiębiorstw istnieją bariery wejścia na ten rynek uniemożliwiające podjęcie konkurencji. Realizuje ono politykę monopolistyczną prowadzącą do zdobycia i utrzymania pozycji monopolistycznej.
Pozycję monopolistyczną można zdobyć z trzech powodów:
- dzięki własnościom zatrudnianych czynników wytwórczych (podażowe korzyści skali, ang. economies of scale) lub produkowanych dóbr (popytowe korzyści skali, ang. demand-side economies of scale[2]), czyli jest to monopol naturalny,
- z przyczyn instytucjonalnych, a więc z powodu różnego rodzaju zakazów i nakazów, zezwoleń i licencji, ustawowych albo umownych praw wyłączności, a także praw własności intelektualnej,
- trzecią przyczyną jest sama konkurencja, gdyż nawet jeśli rynek na początku jest zbliżony do wolnej konkurencji, to z czasem nastąpi zróżnicowanie konkurentów i dzięki odpowiednio prowadzonej polityce monopolistycznej na rynku pozostanie najskuteczniejszy. Polityka ta z jednej strony może polegać na dążeniu do dominacji na rynku dzięki zabiegom organizacyjnym, czyli tworzeniu karteli lub fuzji, albo na rujnowaniu konkurentów i przejęciach. Drugi rodzaj polityki monopolistycznej polega na wyraźnym wyodrębnieniu rynku swojego dobra, czyli przede wszystkim chodzi o usztywnienie popytu za pomocą reklamy firmy i jej produktów oraz edukację konsumentów. Dzięki pierwszemu rodzajowi polityki firma dąży do zwiększenia obszaru swojej działalności, natomiast drugi rodzaj pozwala na stworzenie własnego segmentu rynku, na którym uzyskuje dominujące wpływy.

Monopolistami są często przedsiębiorstwa państwowe.

## Punkt równowagi przedsiębiorstwa

Równowaga monopolu

Monopolista jako jedyny producent napotyka względnie nieelastyczny popyt rynkowy (D) będący jego przychodem przeciętnym (AR). Wyprowadza dla niego krzywą przychodu krańcowego (MR). Swoje koszty przedstawia za pomocą kosztów przeciętnych (AC) i kosztów krańcowych (MC). Jak każdy producent dąży do wielkości produkcji, przy której maksymalizuje zyski, czyli stosuje regułę szczęścia przedsiębiorcy polegającą na zrównaniu MC i MR.
Punkt przecięcia MC i MR wyznaczył wielkość produkcji maksymalizującą zysk. Dla tej wielkości produkcji koszt przeciętny wynosi AC, a cena P, czyli różnica między nimi jest zyskiem przeciętnym. Zysk całkowity to iloczyn wielkości produkcji i zysku jednostkowego przedstawiony na rysunku jako szary prostokąt.

## Długi okres a krótki okres
Ponieważ monopolista jest jedynym producentem na rynku, to zawsze utrzyma zysk jednostkowy, czyli nie dopuści aby krzywa kosztów przeciętnych stała się styczna do krzywej popytu. Dlatego punkt równowagi monopolu w długim i krótkim okresie przedstawia taki sam rysunek.

## Monopol naturalny

Wyznaczanie wielkości produkcji w monopolu naturalnym

W monopolu naturalnym ze względu na wysokie koszty stałe minimum kosztów przeciętnych przypada przy wielkości produkcji przekraczającej popyt. Ponieważ monopolista funkcjonuje w opadającej części krzywej kosztów przeciętnych, to ma możliwość wyznaczyć wielkość produkcji na trzy sposoby.
Jeśli monopolista ma funkcjonować, jak prywatna firma maksymalizująca zysk, to zrównując długookresowy koszt krańcowy (LMC) z przychodem krańcowym (MR) wyznaczy wielkość produkcji (QM) i cenę sprzedaży (PM). Jeśli monopolista będzie produkował na zasadach non-profit, to jego wielkość produkcji (Q) wyznaczy punkt przecięcia krzywej popytu (DD) i długookresowych kosztów przeciętnych (LAC). Cena wyniesie wtedy PG. Natomiast wielkość produkcji odpowiadająca doskonałej konkurencji (Q’) jest wyznaczona punktem przecięcia LMC i DD (wtedy firma poniesie stratę, gdyż cena jest niższa od kosztu przeciętnego).

## Różnicowanie cen / dyskryminacja cenowa
W porównaniu z przedsiębiorstwami działającymi w warunkach konkurencji doskonałej monopolista produkuje mniej i po wyższych cenach.
Niektórzy monopoliści mają na tyle silną pozycję rynkową, że mogą sprzedawać ten sam produkt różnym konsumentom po różnych cenach. Różnicowanie cen może odbywać się na trzy sposoby. W dyskryminacji cenowej pierwszego stopnia każdy kupujący płaci inną cenę wynikającą z krzywej popytu. Jest to dyskryminacja doskonała i monopolista przejmuje całą nadwyżkę konsumenta. Ponieważ monopolista nie dysponuje doskonałą informacją o preferencjach konsumentów, to może stosować dyskryminację cenową drugiego stopnia, która polega na oferowaniu np. różnych ilości dobra po różnych cenach w sprzedaży hurtowej. Gdy monopolista zna krzywe popytu poszczególnych grup konsumentów, to potrafi podzielić rynek na segmenty i każdej grupie sprzedawać produkt po innej cenie, np. bilety normalne i ulgowe.

## Monopol i strata dobrobytu

Strata dobrobytu w monopolu

Stratę dobrobytu spowodowaną przez monopol przedstawia rys. poniżej i porównuje ją do sytuacji optymalnej dla konsumentów, czyli w warunkach konkurencji doskonałej.
W doskonałej konkurencji cena rynkowa wynosi Pc, a wielkość produkcji równa się Qc i nadwyżka konsumentów w ujęciu pieniężnym równa się sumie pól A + B + C, a nadwyżka producentów równa jest sumie pól D + E. Jeśli ten rynek stanie się monopolem, to sytuacja konsumentów zmieni się na gorsze. Cena wzrośnie do Pm, a wielkość produkcji zmaleje do Qm. Nadwyżka konsumentów zmaleje do pola A. Pole B zostaje przejęte przez monopolistę i teraz jest nadwyżką producenta. Natomiast pole C stanowi część nadwyżki konsumenta z doskonałej konkurencji, która przepada, czyli jest stratą dobrobytu konsumentów. Pole E stanowi stratę dla producentów. Suma pól E + C przedstawia stratę dobrobytu spowodowaną monopolizacją rynku doskonale konkurencyjnego.